# Битка при Муцелиум
Битката при Муцелиум се провежда през 542 г. в град Муцелиум (Mucellium) – днес Мугело (Италия), по време на Готската война.
Войската на остготите с крал Тотила побеждава източно римската (византийската) войска с командири magister militum Йоан, Беса, Киприан и Юстин.